# Kurt Kunert
Kurt Kunert (* 12. Juli 1911 in Stettin; † 14. August 1996 in Erfurt) war ein deutscher Flötist und Komponist.
Nachdem er erste musikalische Sporen in der Anklamer „Stadtpfeiferei“ erworben hatte, gelangte er 1929 ans Loewesche Konservatorium zu Stettin und 1930 ans Leipziger Konservatorium. Dort wurde er von Maximilian Schwedler, einem Flötisten des Gewandhausorchesters, ausgebildet.
1935 wurde Kunert als Erster Flötist ans Städtische Orchester nach Erfurt verpflichtet und trat im Vorstand der Erfurter Orchesters stets als außerordentlich markante Persönlichkeit auf.
Neben seinem Dienst im Orchester widmete sich der vielseitige Musiker schon bald der Nachwuchsausbildung: 1950–1953 lehrte er an der damaligen Deutschen Hochschule für Musik in Berlin als Dozent für Flöte, Kontrapunkt und Formenlehre. Anschließend unterrichtete er 1953–1958 am Weimarer Konservatorium Flöte und Kammermusik. Zudem war er zeitweiliger stellvertretender Direktor des Erfurter Konservatoriums.
Im Musikleben der Stadt Erfurt erlangte er bald eine besondere Bedeutung. So gründete er 1937 zunächst das Erfurter Bläserquintett und 1946 die Kammermusikvereinigung Erfurt, deren langjähriger Vorsitzender er wurde. Über 40 Jahre organisierte der unermüdliche Künstler mit Vehemenz die Matineen im Angermuseum. Bei dieser Kammermusikreihe setzte er sich in Personalunion als Interpret, Dramaturg und Manager nicht nur für Werke aus seiner Feder, sondern mit gleicher Selbstverständlichkeit für das Thüringer zeitgenössische Tonschaffen ein. Außerdem integrierte er in die Programme Stücke ausländischer Komponisten, um sie dem Erfurter Publikum vorzustellen. Zahllose Ur- und Erstaufführungen neuer Musik sind seinem persönlichen Einsatz zu verdanken.

## Werk
Kunert gehörte zu den Komponisten, die sich bemühten, nach wie vor melodiebetont zu schreiben, und die auf Fasslichkeit Wert legen, ohne vordergründig oder konventionell zu sein. Er fühlte sich dem Publikum verpflichtet und engagierte sich im Komponistenverband streitbar für die Popularisierung neuer Musik. Zu seinem Werk gehören Orchester- und Vokalwerke sowie diverse Kammermusik, darunter neun Bläserquintette. Einiges komponierte er mit direktem Bezug auf das Interieur des Angermuseums, z. B. 1959 die ug. Suite für 5 Bläser mit Sätzen wie z. B. „Madonna mit dem Kind“, „Heiliger Georg zu Pferde“ u. a. Zudem schrieb auch mehrere spartenübergreifende melodramatische Werke, die er zusammen mit seiner Frau Iris, geb. Renner, einer gelernten Schauspielerin, in musikalisch-literarischen Programmen zur Aufführung brachte.
Zu seinen bekannteren Kompositionen gehören:
- Sonate für Klarinette und Fagott op. 15 (1953), Verlag Friedrich Hofmeister, Leipzig 1954
- Bläserquintett Nr. 2, op. 17 (1953), Verlag Friedrich Hofmeister, Leipzig 1953
- Divertimento Nr. 2 für Bläserquintett, op. 18
- Suite für 5 Bläser (1959)
- Konzert für Flöte und Orchester, op. 21, Verlag Breitkopf & Härtel, Leipzig 1961
- Drei Romanzen nach Garcia Lorca für Sprecher(in), Flöte und Harfe
- Andalusische Romanze für F. Garcia Lorca, Melodram für Sprecher(in), Flöte und Gitarre
- Schattenland Ströme, vier Gedichte von Johannes Bobrowski für Sprecher(in), Altflöte und Holzbläserquartett

## Auszeichnungen
- 1955 Ernennung zum Kammervirtuosen der Stadt Erfurt
- 1981 Kulturpreis der Stadt Erfurt